# När hela världen står utanför
När hela världen står utanför var Jumpers första singel. Låten fanns sedan med på det självbetitlade debutalbumet . Låten släpptes på singel 1996  och la ribban för bandets fortsatta karriär under några ytterst framgångsrika år. Den 14 september 1996 togs sig låten in på Trackslistan  där den låg till 16 november samma år  innan den åkte ur .

## Listplaceringar
| Lista (1996) | Topplacering |
| ------------ | ------------ |
| Sverige      | 12           |

### Fotnoter
1. ↑  ”Svensk mediedatabas”. http://smdb.kb.se/catalog/id/001512180. Läst 31 mars 2011.
2. ↑  ”Svensk mediedatabas”. http://smdb.kb.se/catalog/id/001511559. Läst 31 mars 2011.
3. ↑  ”Trackslistan”. 14 september 1996. http://sverigesradio.se/sida/topplista.aspx?programid=2696&date=1996-09-14. Läst 31 mars 2011.
4. ↑  ”Trackslistan”. 16 november 1996. http://sverigesradio.se/sida/topplista.aspx?programid=2696&date=1996-11-16. Läst 31 mars 2011.
5. ↑  ”Trackslistan”. 23 november 1996. http://sverigesradio.se/sida/topplista.aspx?programid=2696&date=1996-11-23. Läst 31 mars 2011.
6. ↑  Listplacering